# Buncrana
Buncrana (irl. Bun Cranncha) jest małym miastem w hrabstwie Donegal, w Irlandii. Znajduje się na półwyspie Inishowen, nad zatoką Lough Swilly na północy Irlandii. Fort Neds Point leży na zachód od miasta.